# Inspection générale des finances (république démocratique du Congo)
 (février 2025).
Si vous disposez d'ouvrages ou d'articles de référence ou si vous connaissez des sites web de qualité traitant du thème abordé ici, merci de compléter l'article en donnant les références utiles à sa vérifiabilité et en les liant à la section « Notes et références ».
En pratique : Quelles sources sont attendues ? Comment ajouter mes sources ?
Ne doit pas être confondu avec Inspecteur des finances publiques.
Pour les articles homonymes, voir Inspection générale des finances.
L'Inspection générale des finances « IGF » est un organisme public de la république démocratique du Congo (RDC) chargé du contrôle et de l'audit de la gestion des finances publiques. Elle joue un rôle essentiel dans la lutte contre la corruption et le gaspillage des ressources publiques.

## Histoire et missions
L'IGF a été créée le 15 septembre 1987, pour assurer la bonne gouvernance financière et éviter les détournements de fonds publics. Elle est placée sous l'autorité directe du président de la République et a pour mission principale de veiller à l'utilisation efficiente des fonds publics et à la transparence dans la gestion financière de l'État,,,,,.
Ses missions incluent :
- l'audit et le contrôle des finances publiques, y compris les institutions publiques et les entreprises de l'État ;
- la vérification de la conformité des dépenses publiques aux lois et règlements en vigueur ;
- la prévention et la lutte contre la corruption et les malversations financières ;
- l'évaluation des politiques publiques en matière de gestion financière.

## Organisation et fonctionnement
L'IGF est dirigée par Jules Alingete inspecteur général des finances, nommé par le président de la république. Elle est composée d'inspecteurs et de vérificateurs qui sont chargés de mener des enquêtes et des audits dans divers secteurs de l'administration publique,,.
L'institution travaille en collaboration avec d'autres organismes de contrôle tels que la Cour des comptes et l'Agence de prévention et de lutte contre la corruption (APLC). Les rapports de l'IGF peuvent être transmis à la justice en cas de fraude avérée,,,,,,,.

## Réalisations et impact
Ces dernières années, l'IGF s'est distinguée par des actions significatives dans la lutte contre la corruption en RDC. Elle a mené plusieurs audits et contrôles qui ont permis de détecter des irrégularités dans la gestion des fonds publics et de dénoncer des cas de détournement,,,.
Parmi les affaires notables, l'IGF a révélé des malversations dans divers ministères et entreprises publiques, ce qui a conduit à des sanctions et à des poursuites judiciaires contre certains responsables impliqués.

## Critiques et défis
Malgré ses avancées, l'IGF fait face à plusieurs défis,,,,, notamment :
- le manque de moyens matériels et financiers pour mener à bien ses missions ;
- des pressions politiques qui peuvent influencer certaines enquêtes ;
- la lenteur du système judiciaire à traiter les dossiers de corruption.

L'Inspection générale des finances est un acteur incontournable du contrôle financier en RDC. Bien que confrontée à des obstacles, elle joue un rôle crucial dans l'assainissement de la gestion publique et la promotion de la bonne gouvernance. Son action reste essentielle pour restaurer la confiance des citoyens dans les institutions de l'État.